# 김세중
김세중(金世中, 1928년 7월 24일~1986년 6월 24일)은 대한민국의 조각가 겸 대학 교수이자 조소 및 조각 미술 교육인이다. 본관은 광산(光山)이고, 시인 김남조(金南祚)는 그의 부인이다.

## 생애 및 작품 활동
생애
경기도 안성 출생. 1951년에 서울대학교 미술대학, 1953년 서울대학교 대학원을 졸업하고 같은 해 서울대 미대 교수를 거쳐 1972년 서울대학교 미술대학 학장이 되었다. 1957년 한국미술협회 상임위원이 되었고, 1958년에 국전 추천작가가 되었다. 1961년에 제10회 국전의 심사위원이 되었고 1962년에는 한국문화단체 총연합회 이사가 되었다.
1962년 한국 미술협회 부이사장, IAPA(국제 조형미술협회) 한국위원회 사무총장 및 국전 심사위원을 지냈다. 또 1969년 상파울루 비엔날레에 한국 대표로 참석하였으며, 1969년 현대미술관 운영위원이 되었다. 
작품 활동
1956년 미국 뉴욕 월드하우스 화랑에 초대출품한 것을 비롯하여 1962년 마닐라 국제미술전, 사이공의 국제미술전에 각각 한국대표로 출품했고, 사이공 국제전의 심사위원을 역임한 바도 있다. 1963년 뉴욕 국제조형미술협회 제4차 정기총회에 한국대표로 참가하였다.
사후
국립현대미술관의 건립이 끝난 후 업무의 과로로 사망하였다. 1987년에 김세중기념사업회가 발족되었다.

## 주요 작품
작품으로는 〈유엔 탑〉, 〈광화문 충무공〉, 〈희망〉, 〈토루소〉, 〈청년〉 등이 있다.
대표작으로 「자매순교자」·「십자가」·「최후의 심판도」 등이 있고, 기념비조각으로는 광화문의 「충무공이순신장군상」, 국회의사당 앞의 「애국상」 등이 있다.